# Einkaufsmodell
Das Einkaufsmodell ist das Konzept für eine veränderte Organisationsform in der gesetzlichen Krankenversicherung, bei dem Krankenkassen direkt Verträge mit ausgewählten einzelnen Leistungsanbietern oder Zusammenschlüssen von Leistungsanbietern abschließen können. Der Begriff wird insbesondere im Zusammenhang mit der ambulanten Versorgung verwendet, betrifft jedoch auch andere Sektoren des Gesundheitswesens.

## Status quo
In großen Teilen des deutschen Gesundheitswesens ist der Wettbewerb stark eingeschränkt. In der ambulanten Versorgung schließen die Krankenkassen Verträge mit den Kassenärztlichen Vereinigungen, die ein Vertragsmonopol für ihre Mitglieder haben, ab. In der Krankenhausversorgung schließen alle Krankenkassen jeweils gemeinsam mit den zugelassenen Krankenhäusern Vergütungsvereinbarungen nach dem Krankenhausfinanzierungsgesetz.

## Charakterisierung Einkaufsmodell
Das Einkaufsmodell eröffnet die Möglichkeit eines Vertragswettbewerbs. Einzelne Kassen können mit einzelnen Leistungsanbietern oder mit freiwilligen Zusammenschlüssen mehrere Anbieter individuell Verträge aushandeln. Damit verbunden sind zwei wesentliche Änderungen zur bisherigen Organisationsform im Gesundheitswesen: Die Kassen müssen nicht mehr einheitlich handeln (wie bisher im stationären Sektor) und sie müssen nicht mehr mit allen Leistungsanbietern kontrahieren (bisher ambulant: alle Mitglieder der Kassenärztlichen Vereinigung, stationär: alle zugelassenen Krankenhäuser), sondern können selektiv Verträge schließen, der Kontrahierungszwang wird also weitestgehend aufgehoben. Die verstärkte Einführung von Einkaufsmodell/Vertragswettbewerb wird vor allem von einigen großen gesetzlichen Krankenkassen gefordert, die Verbände der Leistungsanbieter stehen dem skeptisch gegenüber.

## Umsetzungsstand
Bisher ist das deutsche Gesundheitswesen nur in einigen Ansätzen nach dem Einkaufsmodell organisiert. Beispielsweise in der stationären und ambulanten Rehabilitation schließen die Krankenkassen bereits selektiv Einzelverträge mit Leistungsanbietern. In jüngster Zeit ist mit der Integrierten Versorgung ein weiterer Bereich hinzugekommen, in dem Vertragswettbewerb herrscht. Es ist erklärter Wille der Gesundheitspolitik, zukünftig zu mehr Vertragswettbewerb zu kommen.

## Vergabeentscheidungen im Einkaufsmodell
Für die Gestaltung ihrer Vergabeentscheidungen im Einkaufsmodell haben die Kassen einen breiten Handlungsspielraum, da sie bisher in vielen Bereichen ausdrücklich vom Kartellrecht ausgenommen sind. Neben Einzelverhandlungen können sie auch strukturierte Vergabemethoden nutzen, wie Ausschreibungen und Auktionen.